# Officialité du Mans
L'officialité  du Mans est un monument situé dans la commune française du Mans dans le département de la Sarthe et la région Pays de la Loire.

## Historique
Il se situe à côté de la Psalette et sur un ancien rempart gallo romain. 
L'ancienne Officialité et le porche de l'évêché qui est disparu sont classés au titre des monuments historiques par arrêté du 10 octobre 1991.